# Ruidocollaris truncatolobata
Ruidocollaris truncatolobata är en insektsart som först beskrevs av Brunner von Wattenwyl 1878.  Ruidocollaris truncatolobata ingår i släktet Ruidocollaris och familjen vårtbitare. Inga underarter finns listade i Catalogue of Life.